# Schokland

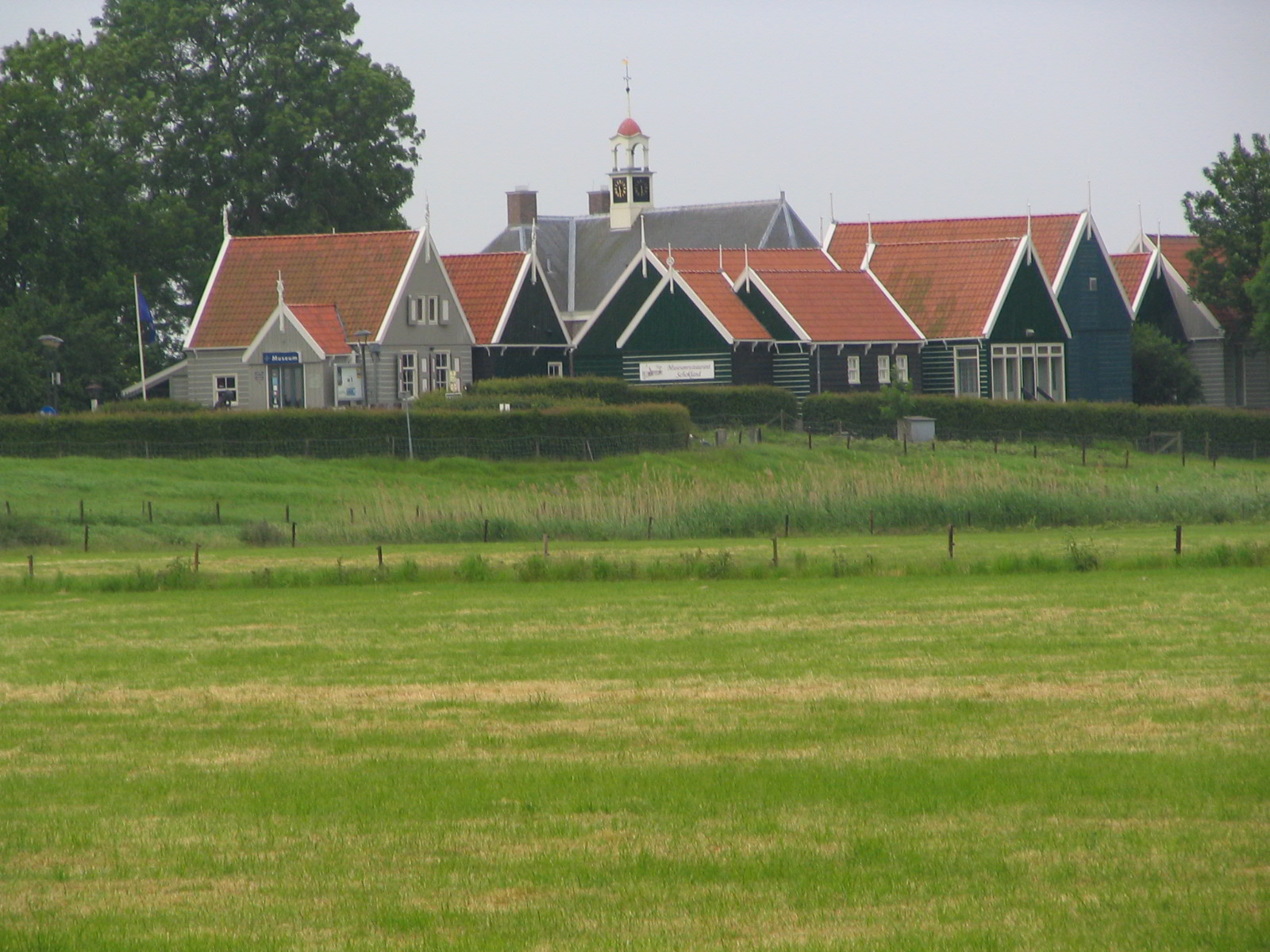
Schokland med den tydliga upphöjningen av den före detta ön

Schokland (nederländskt uttal: [ˈsxɔklɑnt]) är en före detta ö i Zuiderzee, men är nu omgiven av land (polder). Den ligger i kommunen Noordoostpolder i Nederländerna. Zuiderzee blev en sjö sedan Afsluitdijk färdigställdes 1933 och en del av det nya IJsselmeer blev land, däribland Schokland. Sedan 1995 är den forna ön med omgivningar upptagen på Unescos världsarvslista.  Ön är 4 kilometer lång och 300-400 meter bred.
Under medeltiden var ön mycket större men på grund av kraftiga stormar eroderades den och blev mindre och mindre. 1859 befallde Vilhelm III av Nederländerna att alla öbor måste lämna Schokland och flytta till det dåvarande fastlandet.
Numera bor endast 10 personer på "ön".[källa behövs] Där finns ett museum och många hus är kvar.